# 白箭特快列車

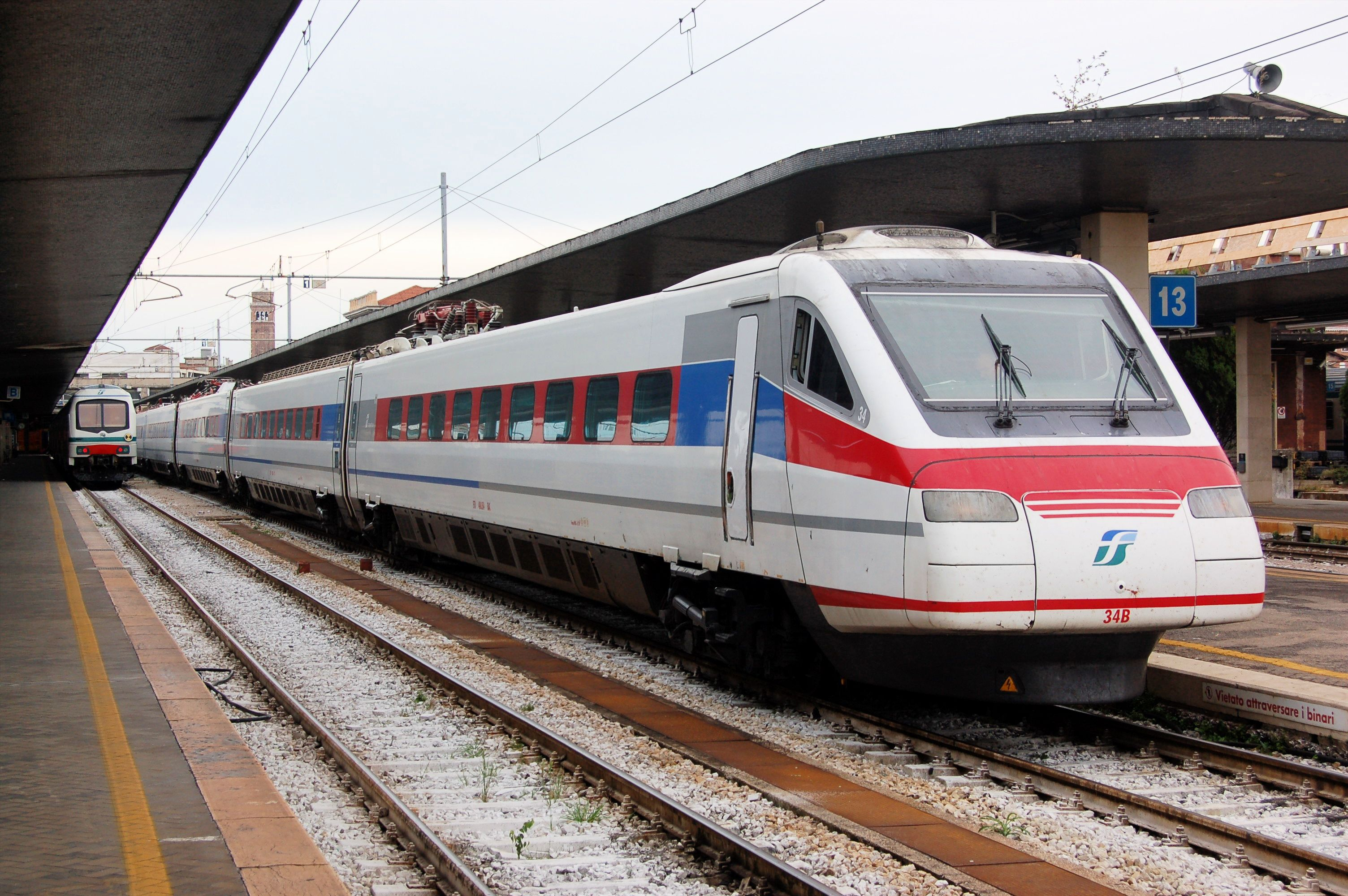
白箭ETR 460型特快列車

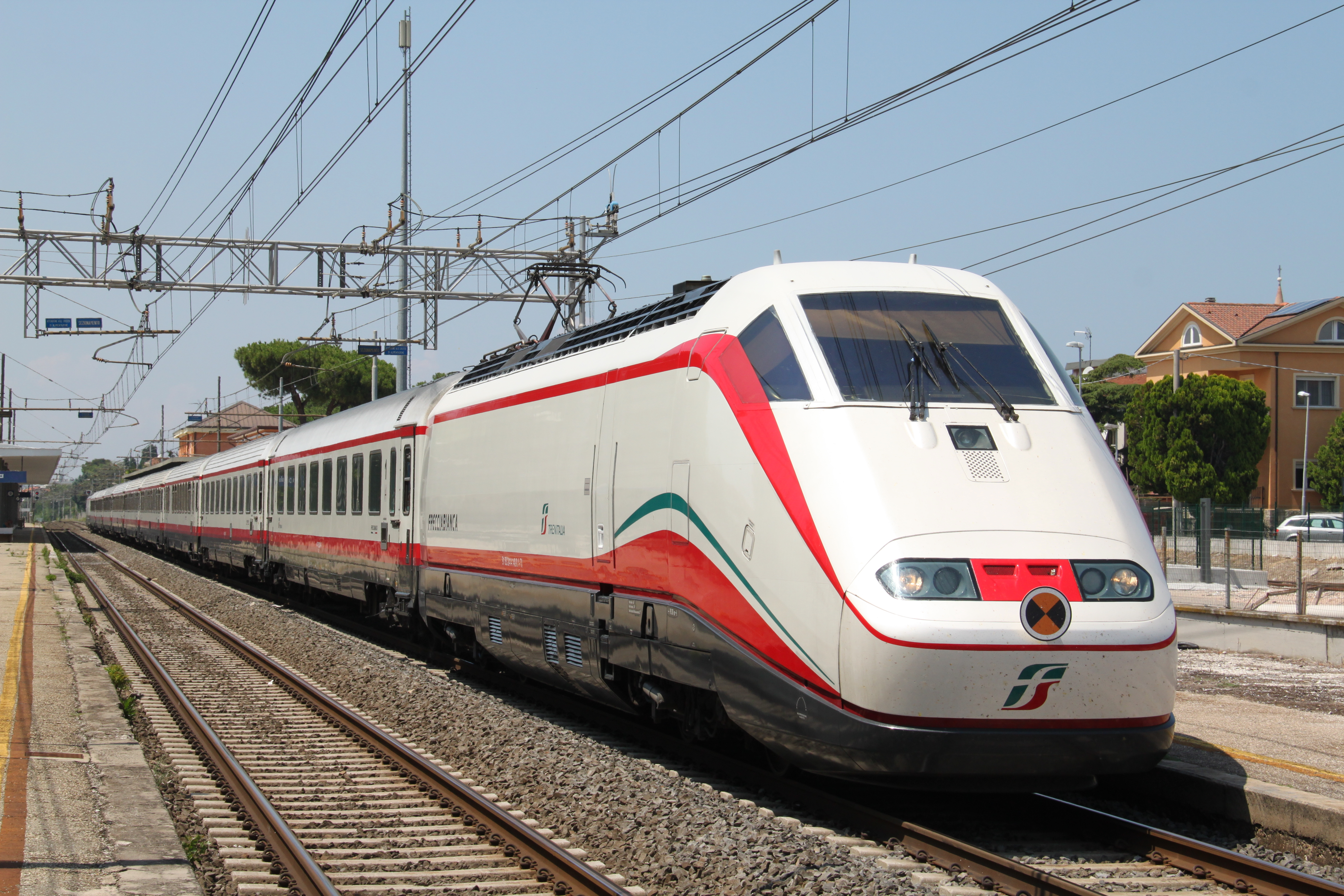
白箭ETR 414型特快列車

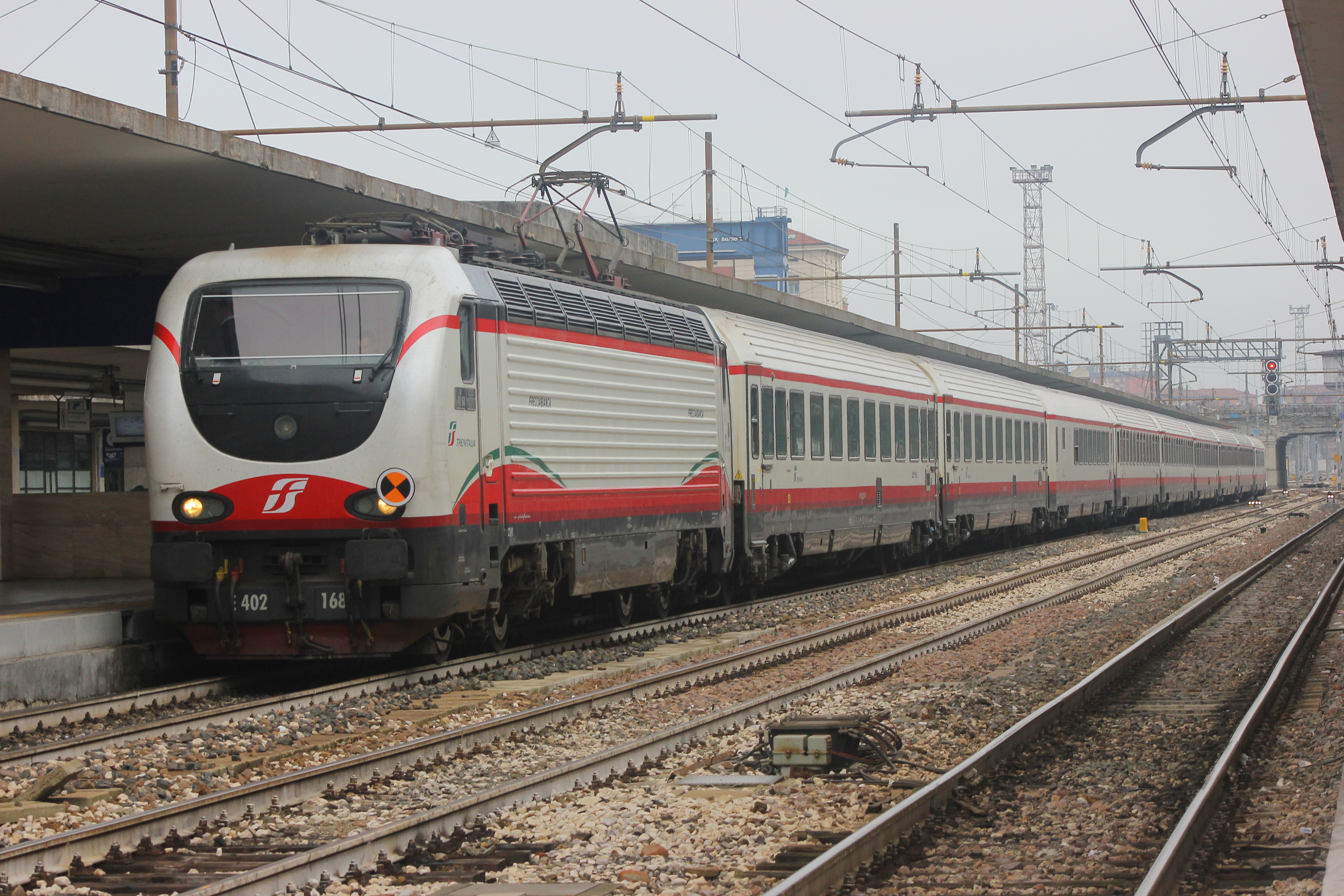
白箭ETR 402B型特快列車

白箭特快列車(意大利語︰Frecciabianca)是意大利鐵路旗下的高速列車。其前身為意大利歐洲之星。
白箭特快列車的最高時速可達每小時200公里。

## 路線
- 都靈 - 米蘭 - 維羅納 - 威尼斯 - 的里雅斯特
- 米蘭 - 維羅納 - 威尼斯 - 烏迪內
- 都靈 - 熱那亞 - 拉斯佩齊亞 - 比薩 - 里窩那 - 羅馬
- 羅馬 - 那不勒斯 - 薩萊諾 - 拉梅齊亞泰爾梅 - 雷焦卡拉布里亞
- 威尼斯 - 帕多瓦 - 博洛尼亞 - 里米尼 - 佩薩羅 - 安科納 - 佩斯卡拉 - 福賈 - 巴里 - 萊切
- 米蘭 - 皮亞琴察 - 巴馬 - 雷焦艾米利亞 - 摩德納 - 博洛尼亞 - 里米尼 - 佩薩羅 - 安科納 - 佩斯卡拉 - 福賈 - 巴里 - 萊切
- 都靈 - 亞歷山德里亞 - 雷焦艾米利亞 - 摩德納 - 博洛尼亞 - 里米尼 - 佩薩羅 - 安科納 - 佩斯卡拉 - 福賈 - 巴里 - 萊切
- 熱那亞 - 拉斯佩齊亞 - 比薩 - 佛羅倫斯 - 羅馬

## 列車型號
ETR 460型︰擺式列車，最高時速每小時250公里。

ETR 414型︰電機車，最高時速每小時250公里。

ETR 402B型︰電機車，最高時速每小時200公里。